# Mammoth Spring State Park
Der Mammoth Spring State Park liegt unmittelbar neben der Ortschaft Mammoth Spring im Fulton County des US-Bundesstaates Arkansas auf 161 m Höhe. Der 25 ha große State Park enthält mit Mammoth Spring die größte Quelle von Arkansas mit einer Schüttung von 10 m³/s (9,78 Mio. Gallonen pro Stunde), ein ehemaliges Wasserkraftwerk, eine alte Mühle und ein Eisenbahnmuseum.
Die Osage besiedelten das Gebiet schon tausende von Jahren vor der Ankunft der ersten europäischen Siedler. In den frühen 1800er Jahren wurde die Quelle von weißen Siedlern „Head of the River“ genannt. 1850 untersuchte der Geologe David Dale Owen die Quelle und das Gebiet wurde zur Touristenattraktion. Die erste industrielle Nutzung war eine einfache hölzerne Schrotmühle. Westlich des Quellgebiets entstand die Siedlung Mammoth Spring und 1883 setzte die Anbindung an die St. Louis and San Francisco Railway Company (Frisco) einen wirtschaftlichen Aufschwung in Gang.
Ein 69 m langer Damm staute das Wasser für eine große Getreidemühle, während mit der Bahn auch Touristen transportiert wurden. Für Sommergäste aus Tennessee, Missouri, St. Louis und Memphis wurden Hotels und Gästehäuser gebaut. 1903 wurde auf der anderen Seite der Bahnlinie mit der Mammoth Spring National Fish Hatchery die erste nationale Fischfarm von Arkansas errichtet. 1925 erwarb die Arkansas-Missouri Power Company die Nutzungsrechte an dem Damm und erbaute ein Wasserkraftwerk, das bis ins Jahr 1972 Strom erzeugte.
1957 wurde die Bewilligung für einen State Park erteilt, obwohl erst 1966 die Landflächen dazu erworben wurden. Das Eisenbahndepot der stillgelegten Bahn wurde 1968 hinzu gepachtet und 1975 war der meiste Landerwerb abgeschlossen. Seit 1972 ist das Gelände als National Natural Landmark eingetragen. Am 16. März 1987 eröffnete das zehnte Arkansas Welcome Center direkt neben dem U.S. Highway 63 und noch in Sichtweite des Nachbarstaates Missouri, der an den Park im Norden angrenzt.
Anfang 2009 wurde durch Winterstürme der Baumbestand des Parkes teilweise stark beschädigt. Aufräumarbeiten, zusätzliche Maßnahmen zur Brandvorsorge und die Wiederaufforstung können den Erholungscharakter des Parks in den folgenden Monaten zeitweise beeinträchtigen.
Der Quelltopf der Mammoth Spring ist 21 m tief und das Wasser fließt mit einer konstanten Temperatur von 14 °C in den Spring River. Färbeversuche haben ergeben, dass ein Teil des zutage tretenden Wassers zuvor in dem 15 km nördlich gelegenen Grand Gulf State Park als unterirdischer Fluss in eine Höhle fließt.

## Verweise
1. ↑  http://www.nature.nps.gov/nnl/Registry/USA_Map/States/Arkansas/NNL/MS/index.cfm
2. ↑  http://www.encyclopediaofarkansas.net/encyclopedia/entry-detail.aspx?entryID=1238
3. ↑  Archivierte Kopie (Memento des Originals vom 6. Juli 2009 im Internet Archive)  Info: Der Archivlink wurde automatisch eingesetzt und noch nicht geprüft. Bitte prüfe Original- und Archivlink gemäß Anleitung und entferne dann diesen Hinweis.
4. ↑  Archivierte Kopie (Memento des Originals vom 23. Februar 2006 im Internet Archive)  Info: Der Archivlink wurde automatisch eingesetzt und noch nicht geprüft. Bitte prüfe Original- und Archivlink gemäß Anleitung und entferne dann diesen Hinweis.